# Cepillo de Haidinger

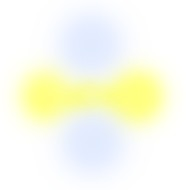
Apariencia simulada del cepillo de Haidinger para la luz polarizada verticalmente. El tamaño y la intensidad están exagerados para mayor claridad. La presentación rotacional real variará con la polarización de la fuente de luz.

El cepillo de Haidinger es un fenómeno entóptico que fue descrito por primera vez en 1844 por el austríaco Wilhelm Karl von Haidinger.
Algunas personas son capaces de percibir la polarización de la luz. Esto es percibido como una barra amarillenta horizontal o bastoncillo, de ahí el nombre de cepillo, con límites poco claros visible en el centro del campo visual. Este "cepillo" se ve contrastado sobre el cielo azul cuando se llevan gafas de sol polarizadas y se aleja la mirada del sol. Esta mancha tiene un ángulo de 3 a 5 grados dentro del campo visual, más o menos, el mismo tamaño que un pulgar visto a la distancia de un brazo extendido. La dirección de polarización de la luz es perpendicular a la línea amarilla (por ejemplo, vertical si la barra es horizontal). El cepillo de Haidinger puede llegar a percibirse en un área blanca en pantallas de cristal líquido, y en ese caso suele ser diagonal...
Muchos artrópodos como mantis religiosas, moluscos, insectos y peces son capaces de ver la luz polarizada.